# Novi Ligure
Pour les articles homonymes, voir Novi.
Novi Ligure est une ville italienne d'environ 28 000 habitants située dans la province d'Alexandrie dans la région du Piémont.

## Histoire
- 15 août 1799 : Bataille de Novi

## Administration
| Période                                  | Période  | Identité                | Étiquette     | Qualité |
| ---------------------------------------- | -------- | ----------------------- | ------------- | ------- |
| 14/06/2004                               | En cours | Lorenzo Enrico Robbiano | Centre-Gauche |         |
| Les données manquantes sont à compléter. |          |                         |               |         |

### Hameaux
Merella, Barbellotta

### Communes limitrophes
Basaluzzo, Bosco Marengo, Cassano Spinola, Gavi, Pasturana, Pozzolo Formigaro, Serravalle Scrivia, Tassarolo

## Personnalités
- Marco Faustino Gagliuffi (1765-1834), écrivain et improvisateur, mort à Novi.
- Romualdo Marenco (1841-1907), compositeur.
- Biagio Cavanna (1893-1961), coureur cycliste, « découvreur » de Fausto Coppi.
- Costante Girardengo (1893-1978), coureur cycliste italien.
- Pietro Fossati (1905-1945), coureur cycliste, vainqueur du Tour de Lombardie en 1929.

## Jumelages
- Sorbiers (Loire) (France)

## Sport
Novi Ligure a accueilli par quatre fois le Tour d'Italie avec les victoires de Danilo Grassi en 1965, de Rik Van Linden en 1978, Damiano Cunego en 2004 et de Jérôme Pineau en 2010.
La ville dispose de son propre stade, le Stade Costante Girardengo, qui accueille les matchs à domicile de la principale équipe de football locale, l'USD Novese.